# デイトナ・プロトタイプ

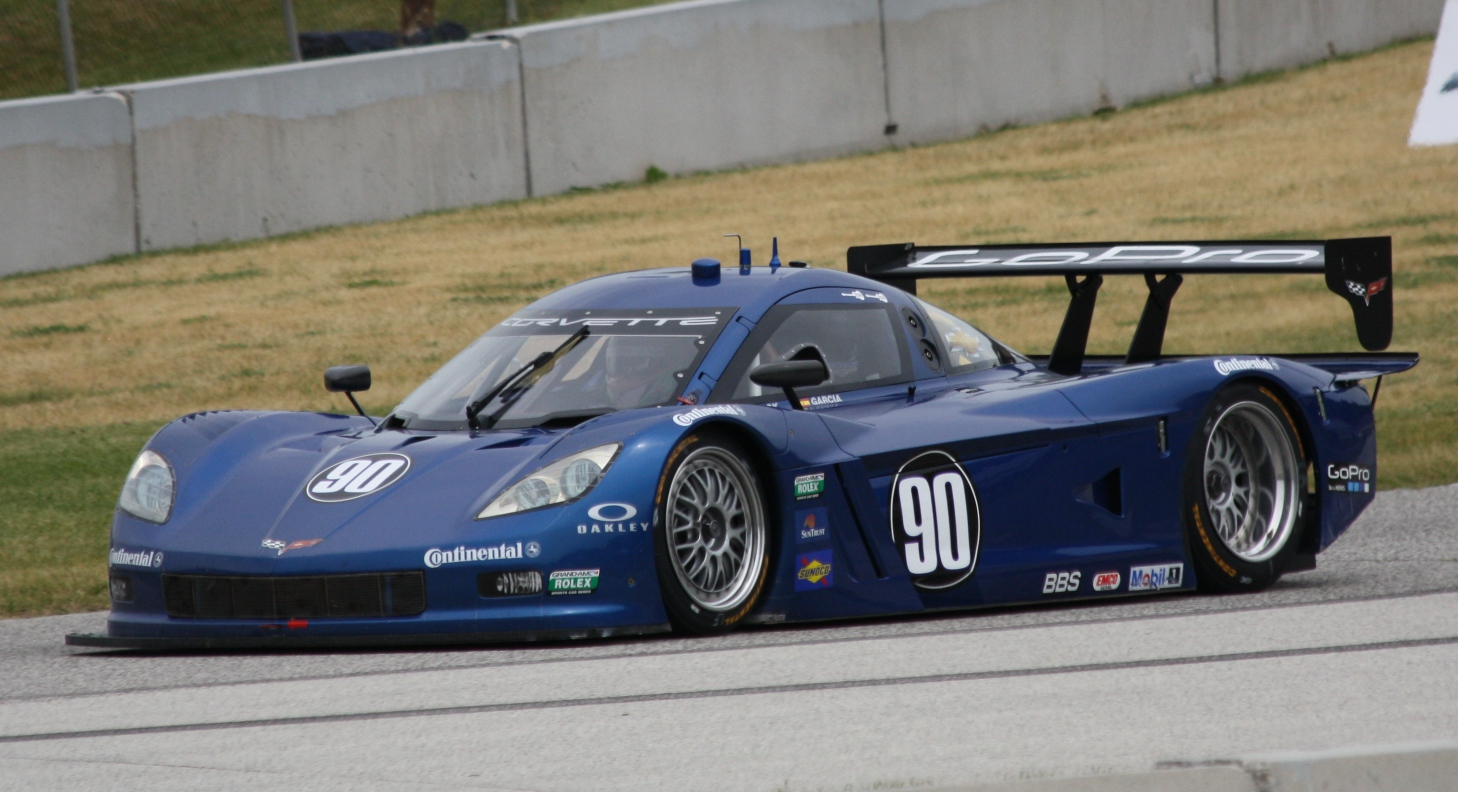
2012年ロードアメリカ、コルベット・デイトナ・プロトタイプ

デイトナ・プロトタイプ（Daytona Prototype、DP）は、グランダム・ロードレーシングが主催した、ロレックス・スポーツカー ・シリーズ用に作られたスポーツプロトタイプカーであり、今まで最高峰クラスであった、ル ・マン・プロトタイプ(LMP) に取って代わった。マシンはその後2014年から2016年まで、ユナイテッド・スポーツカー選手権でも使用され、2017年からデイトナ・プロトタイプ・インターナショナル(DPi)クラスに変わった。このクラスはメインのシリーズイベントである、ロレックス・デイトナ24時間レースにちなんで名付けられた。

## 開発

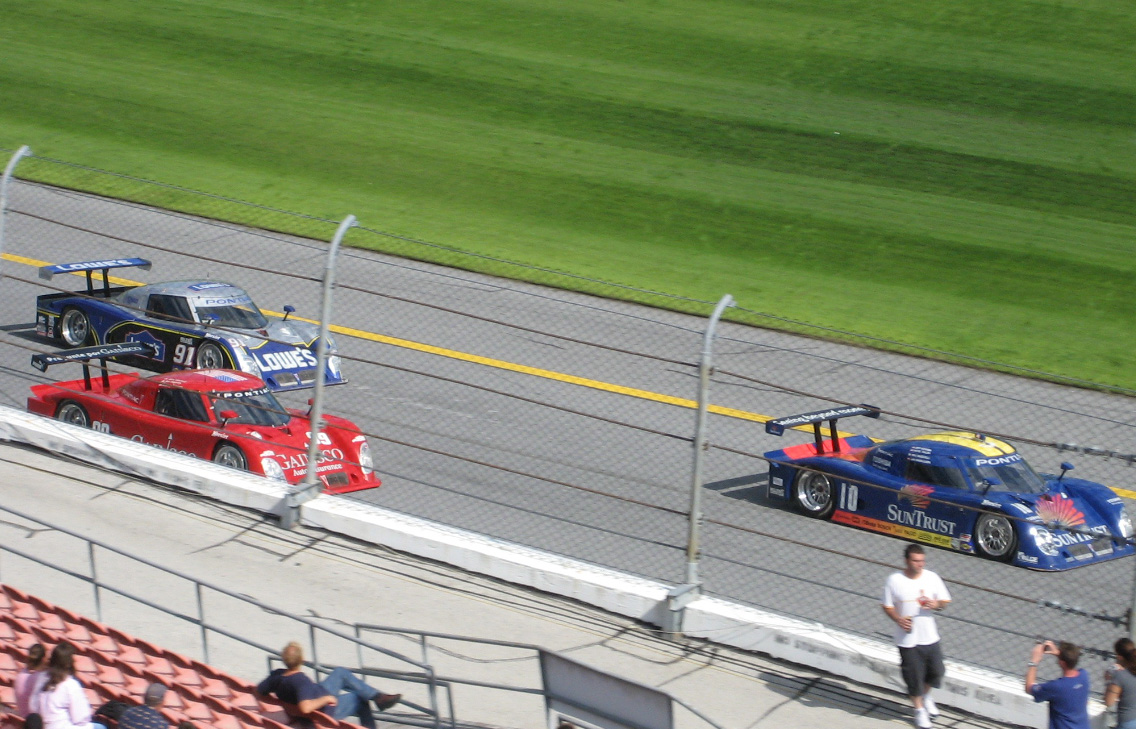
2007年デイトナ24時間レース
デイトナ・プロトタイプ

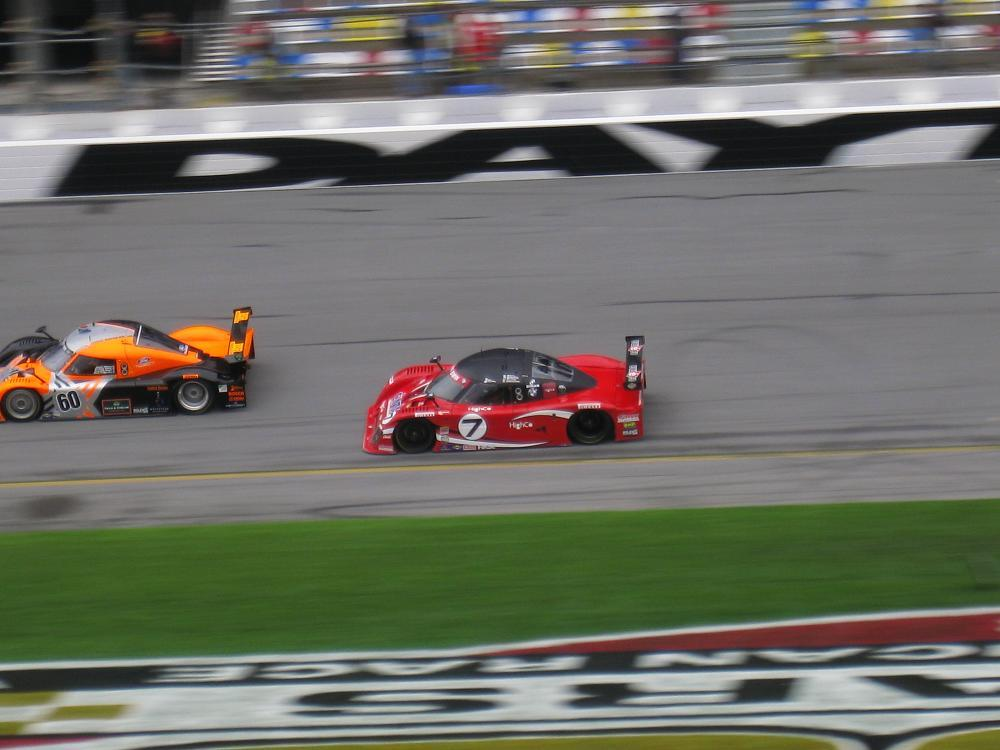
2008年デイトナ24時間レース　　デイトナ・プロトタイプ

2003年のロレックス・スポーツカー・シリーズから、グランダム・ロードレーシング(GARRA)は、SRP-IおよびSRP-IIとして知られる2つのオープンコックピットクラスを段階的に廃止すると発表した。これらの車は、ほとんどがル・マン・プロトタイプからモデファイされており、技術的に進歩していて、ル・マン24 時間レースではミュルザンヌ ストレートでの最高速が高かった。しかしこれらと同じ速度では、グランダム・シリーズのプレミアトラックである、デイトナ・インターナショナル・スピードウェイでは非常に危険であることが判明した。シリーズで走るロードコースのオーバルセクションのコンクリートの壁は、それ自体が十分に危険だが、トラックでの最高速度を出す場所でもあった。したがってGARRAは、シリーズをより安全にするために、速度を落とす必要があると判断した。
同時にGARRAはル・マン・プロトタイプの技術的進歩により、プロトタイプの全体的なコストも下げることにした。これを行うには、高価なカーボンファイバーコンポジットの代わりに、パイプフレームで作られたクローズド・コックピットシャーシを使用した。また車の性能を標準化し、チームがシーズンを通して車を開発することを許可せず、それによりに同じマシン性能でとどまることになる。これにより、チームは空力テストやマシン開発、プライベートテストに資金を費やす必要が無くなる。コストをさらに制限するために、シリーズではシャーシの供給、エンジンの供給を規制し、チームが失敗に終わる可能性のある独自のシャーシまたはエンジンを使用を防いだ。エンジンは主要メーカーの量産車仕様のエンジンに基づいている必要がある。同時にメーカーは、競争のレベルを維持し、コストを抑えるために、デイトナ・プロトタイプクラスでワークス・チームを運営することを許可されなかった。
低コストの要素とスピードと安全性の要素を組み合わせて、デイトナ・プロトタイプのデザインが策定され、コンストラクターは、ル・マン・プロトタイプよりも小さなサイズに収まる限り、デイトナ・プロトタイプを自由に開発できた。これらの小さな寸法、特に長さは、コンストラクターがデザインの設計にどれだけ時間を費やしたかに関係なく、車のスピードを低下させる。

## シャーシ

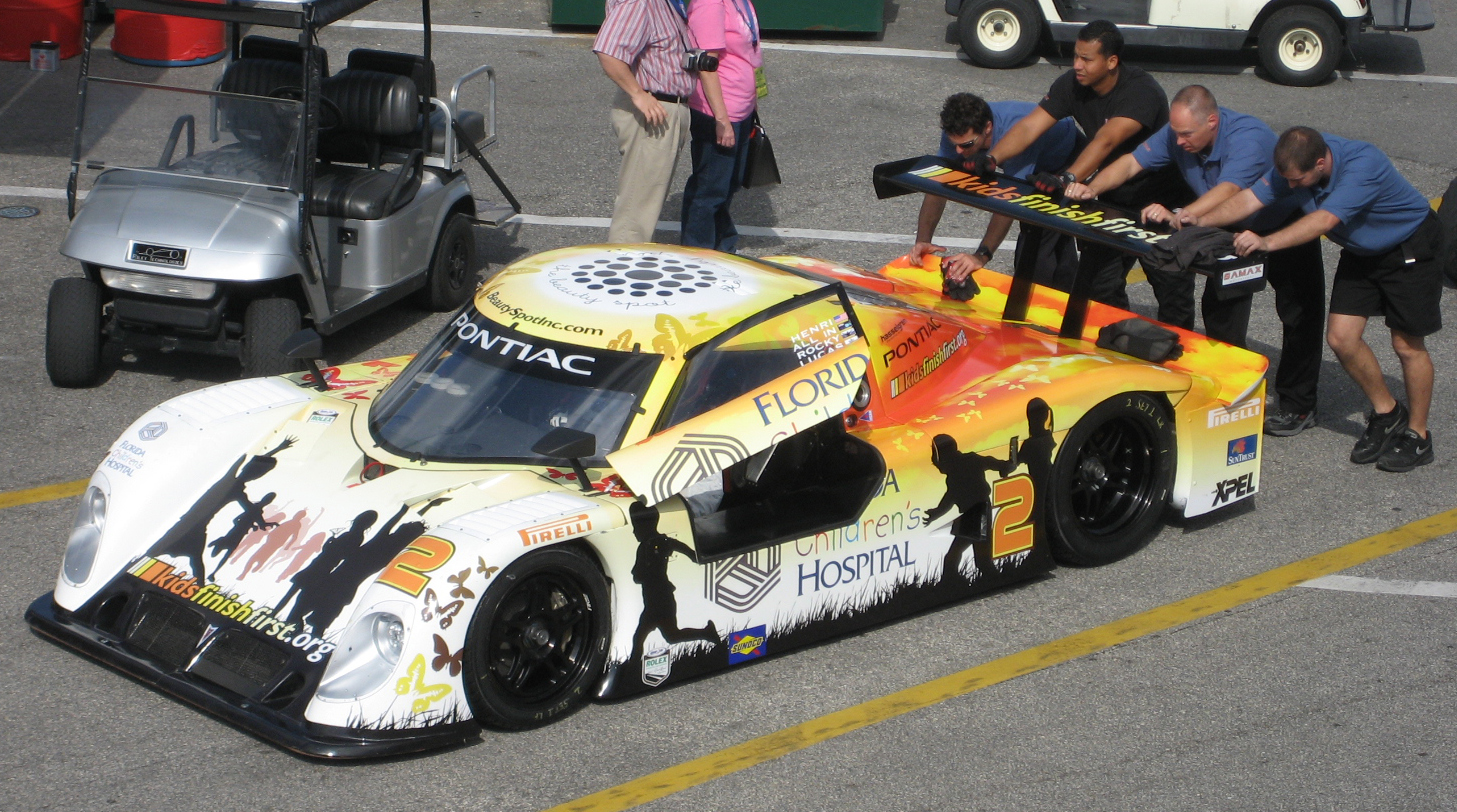
2008年サマックス モータースポーツ、ライリー・MkXI

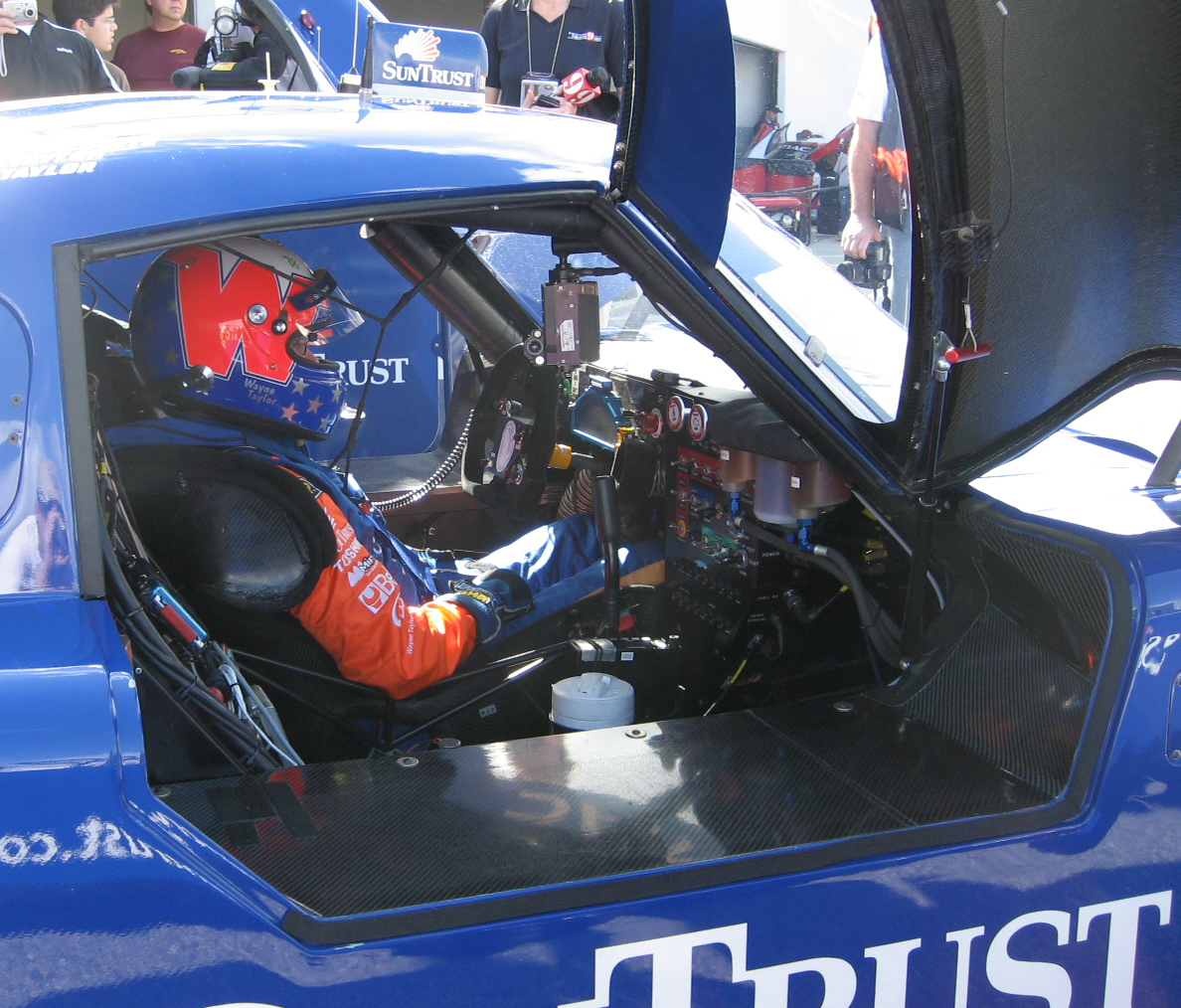
2008年デイトナ・プロトタイプのコックピットに座るドライバーのウェイン・テイラー

レギュレーションを規制し性能の均衡を維持するために、GARRAでは特定の数のシャーシのみを使用することを許可していた。同時に承認された各シャーシは、GARRAが承認されたシャーシを再承認するまでの5年間、参加することが許可された。各シャーシの寸法に関してGARRAの規制に適合しているが、承認されたシャーシは設計がそれぞれ異なる。

### DP Gen1 (2003)
2003年から2007年にかけて、7つのメーカーがシャーシをGARRAによって承認された。
- チェイス CCE
- クロフォードDP03
- ドラン JE4
- ファブカー FDSC/03
- マルチマティック MDP1 (マルチマティック フォード フォーカス としてバッジが付けられることもある)
- ピッキオ DP2
- ライリー・MkXI

### DP Gen2 (2008)
2008年は、いくつかの企業が既存のエントリーメーカーから権利を購入して、新しいシャーシのデザインで出場することが許可された。 ローラ・カーズは、クローンレーシングと協力して、プロトオートという名前で新しいDPマシンを開発するためにマルチマティックのエントリー権を購入した。ダラーラは、ウェイン・テイラー・レーシングの支援を受けて、ドランのエントリー権を購入した。チーバーレーシングは、ファブカーのライセンスを購入し、前コンストラクターのピッキオの支援も受けて、マシンは1970 年代にA.J.フォイトエンタープライズによって製造されたレーシングカーに敬意を表して、コヨーテの名前が付けられた。
2008 年以降に利用できる新しいシャーシは次のとおり。
- クロフォードDP08
- コヨーテ CC/08
- ダラーラ・DP01
- プロト-オート ローラ・B08/70（英語版）
- ライリー MkXX
- セイバー RD1

GARRAでは、特にリアウィングとガーニーフラップ、フロントダイブプレーン（カナード）についてのみ、各デイトナ・プロトタイプのボディワークを一定の領域で変更を許可している。

### DP Gen3 (2012)
2012 年シーズンに向けて、デイトナ・プロトタイプにさまざまな変更が加えられた。
- コックピットエリアは、新しく開発されすべての車でほぼ同じになったが、コックピットエリア表面全体に、1インチのゾーンを設けて、フロントガラスの実装やウィンドウの輪郭など、個々のスタイリングの特徴を得ることができる。
- 新しいボディの規定により、前世代の車の傾斜したレイアウトではなく、新しいDPはよりまっすぐなフロントとノーズが与えられた。これにより、メーカーは自社の車により多くのキャラクターデザインを追加し、プロトタイプによって具体化されたメッセージを提供しながら、生産車に近づけることができた。
- 市販車から派生したサイドポッドや前輪の後ろのオープンベントなど、サイドボディワークのルールにも柔軟性が導入され、ストリートカーのスタイリング要素をレースカーで機能させることができる。

これらの変更にもかかわらず、サスペンションの詳細、エンジンの取り付け、ベルハウジング、ギアボックス、電子機器、燃料供給、安全システムなど、コックピット下の基本的なシャーシ構造は同じまま。
DP Gen2カーは、Gen3仕様にアップデートできる場合があった。
Gen3 カーは次のとおり。
- ライリー・MkXXVI
- コルベット・DP (コルベットのボディキットは、ライリー、コヨーテ、ダラーラ シャーシのいずれかに適用できた)

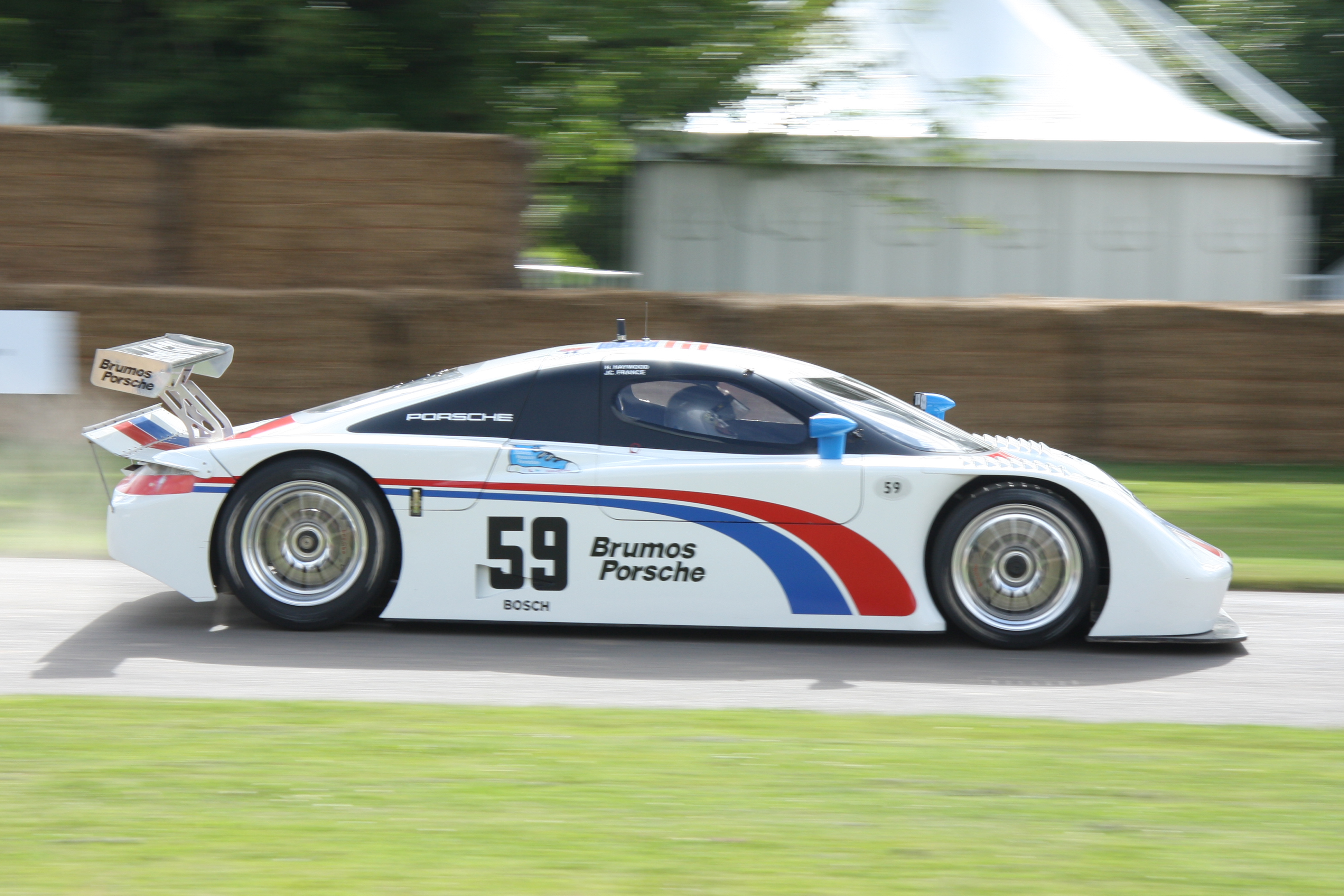
ファブカー FDSC/03・ポルシェ
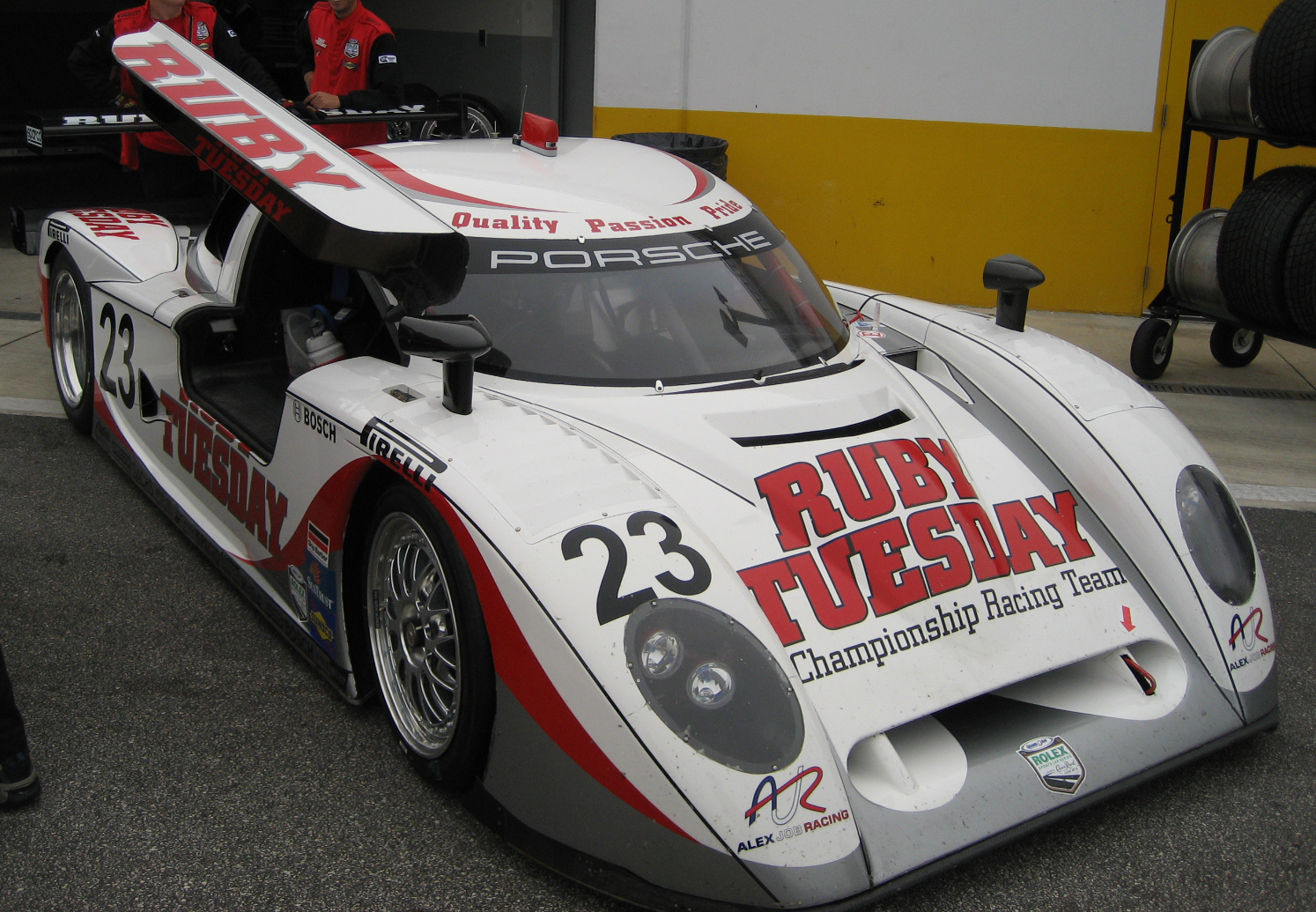
クロフォード DP03・ポルシェ
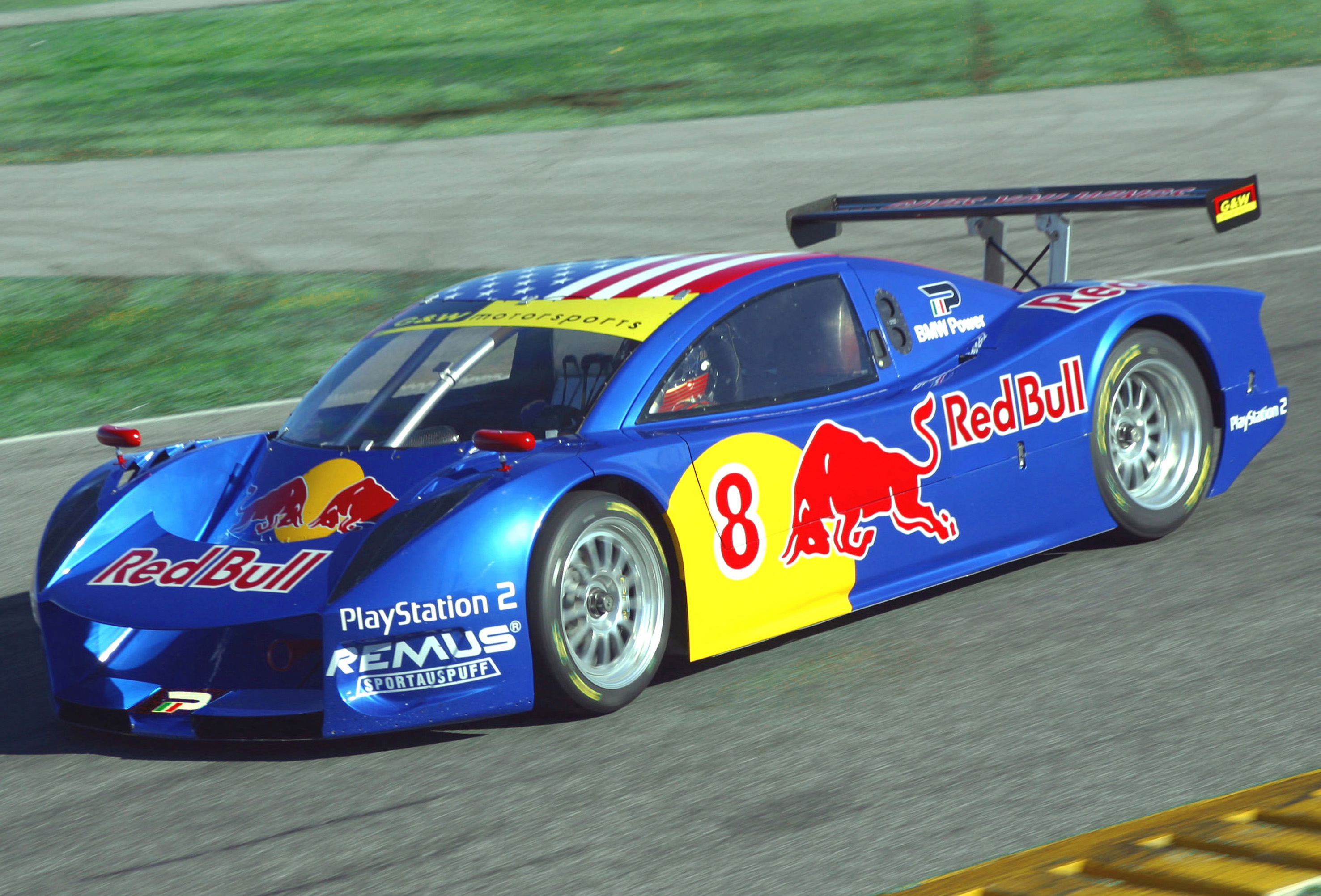
ピッキオ DP2・BMW
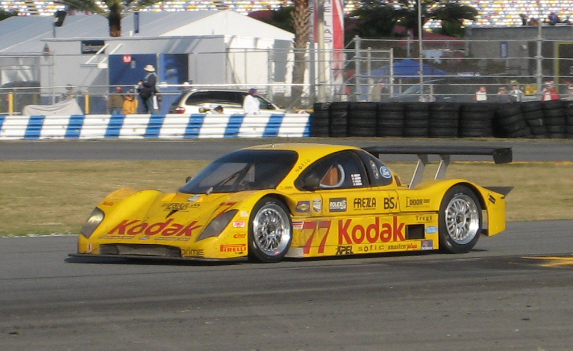
ドラン JE4・フォード
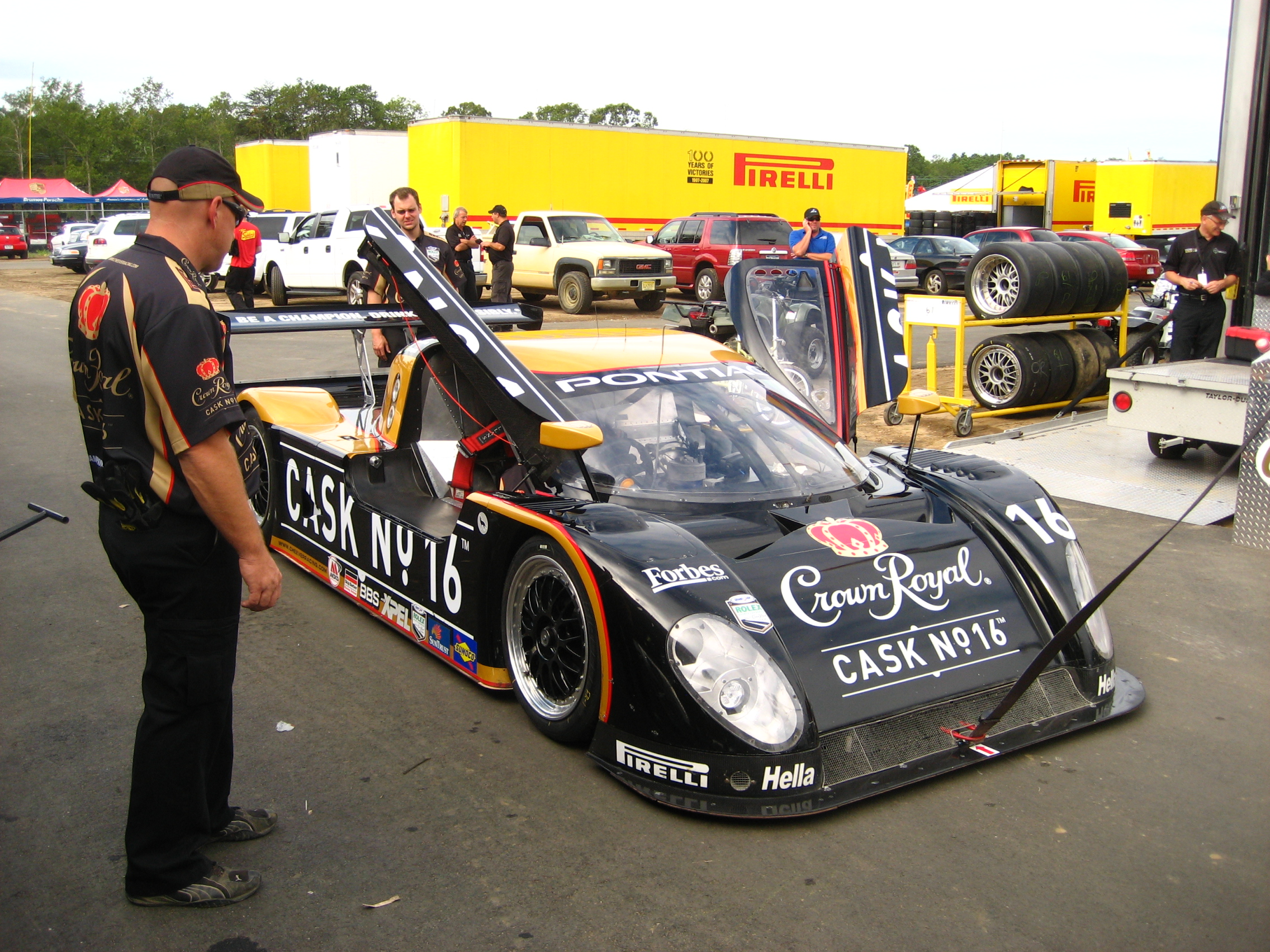
コヨーテ・ポンティアック
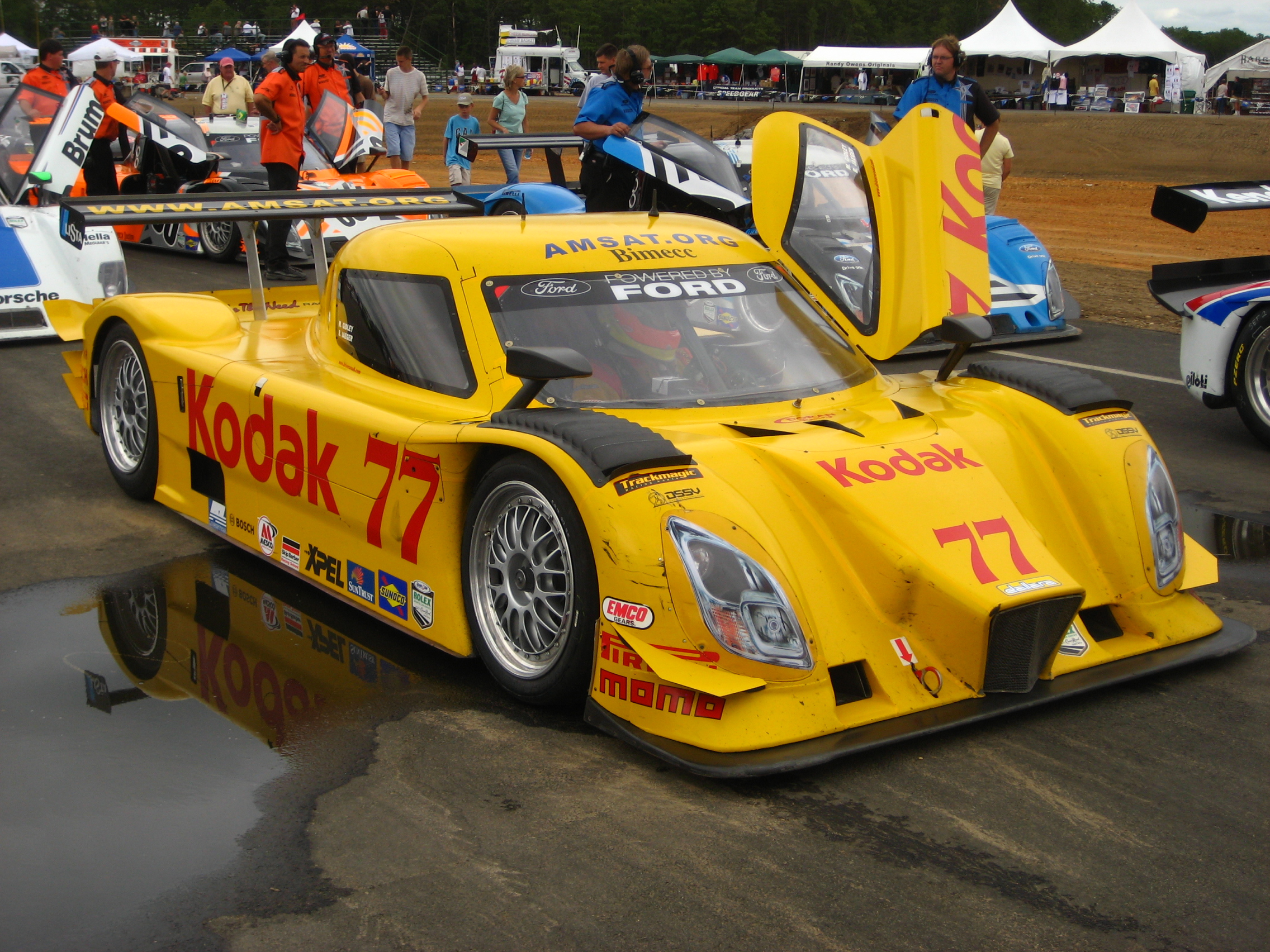
ダラーラ・DP01・フォード
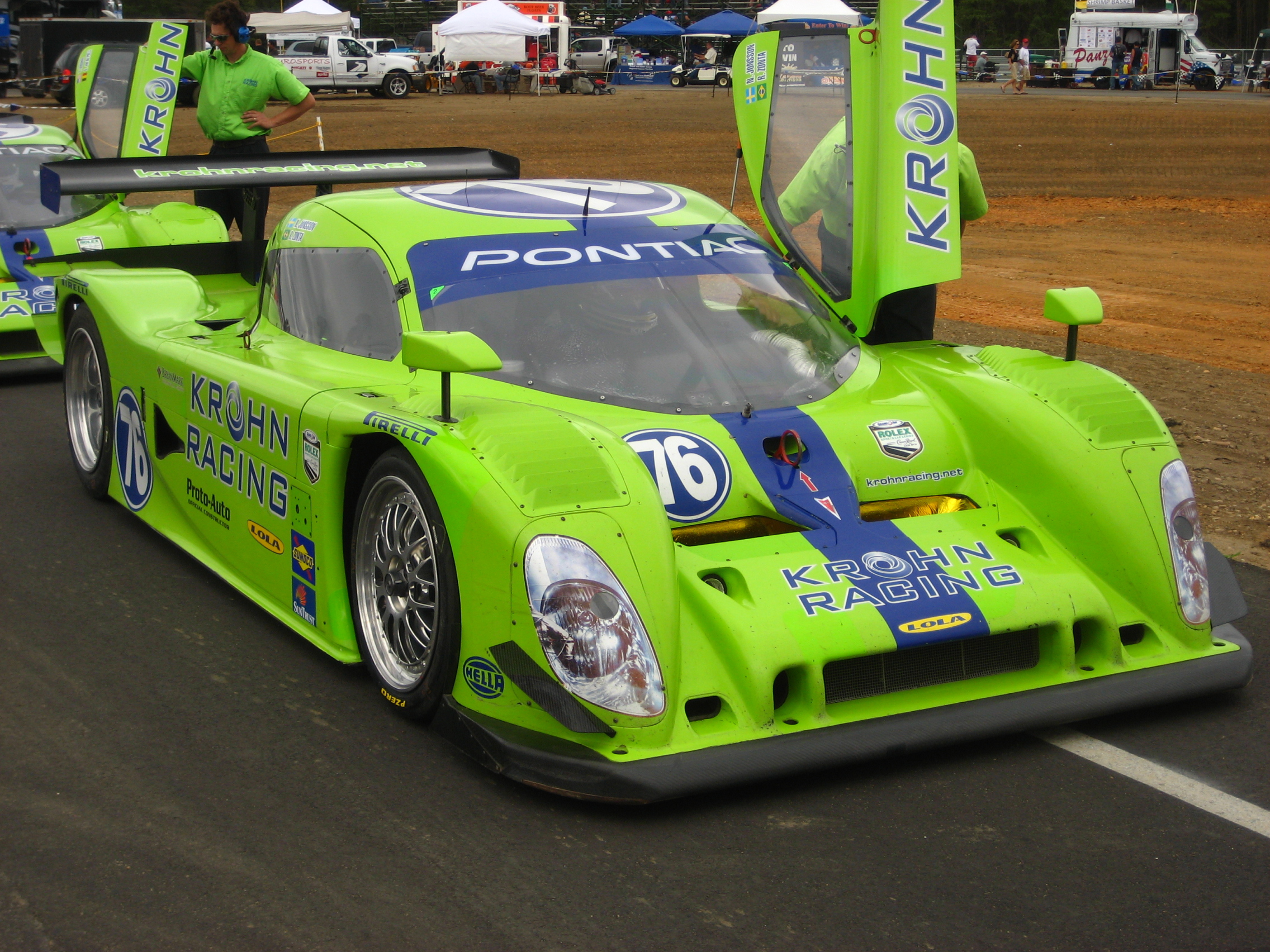
プロト-オート ローラ・B08/70（英語版）・ポンティアック
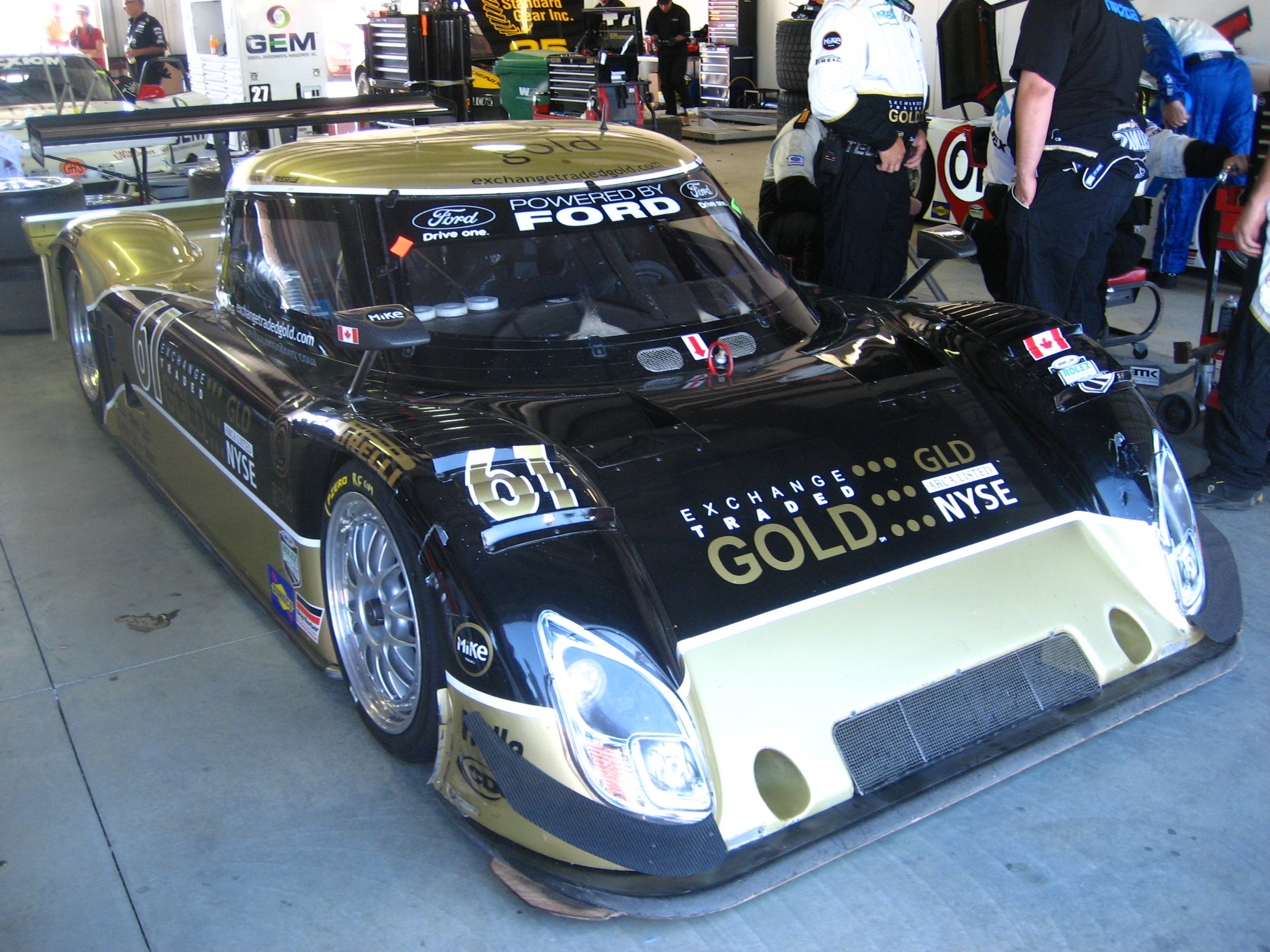
ライリー・MkXX・フォード
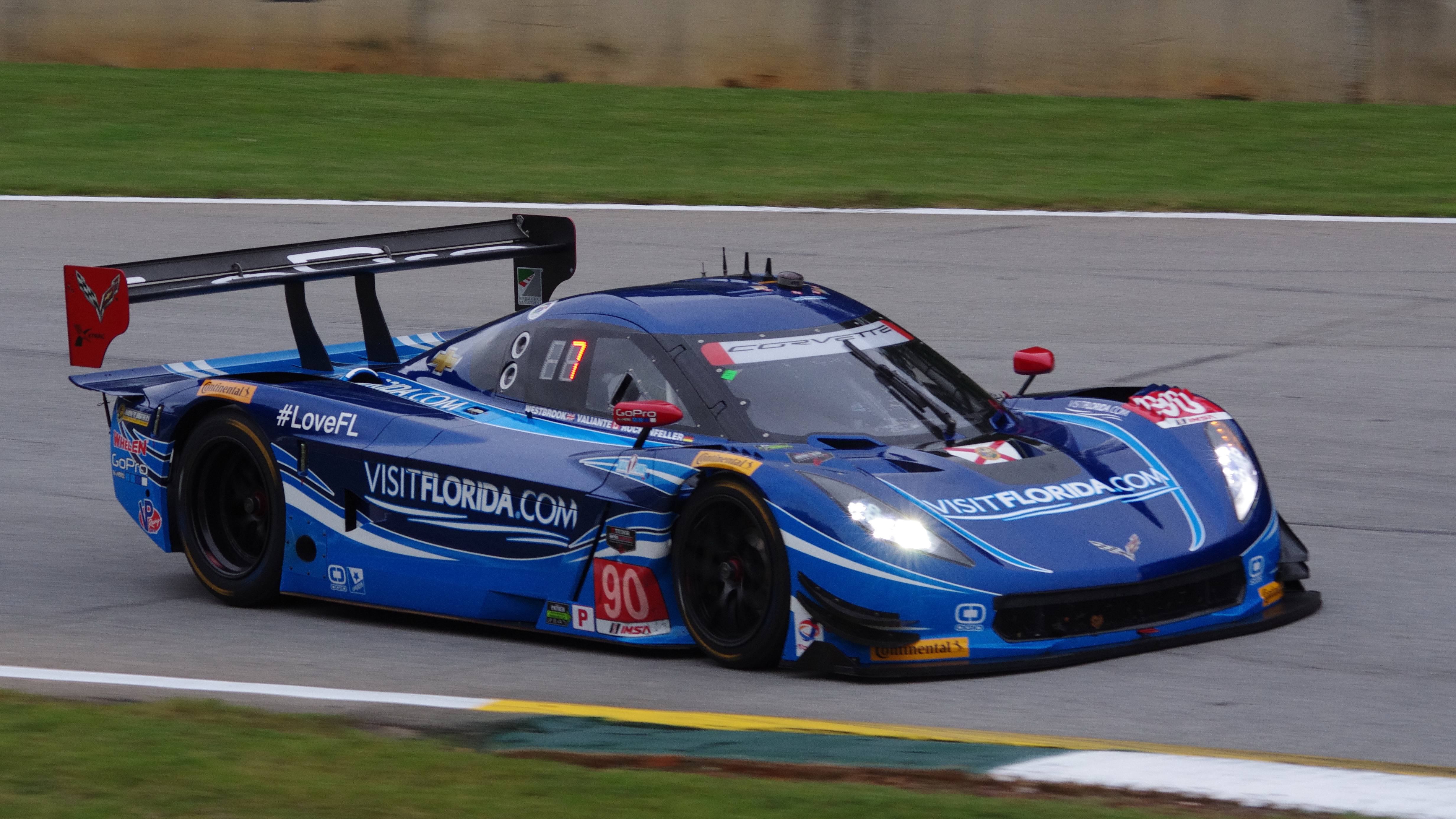
コルベット・DP
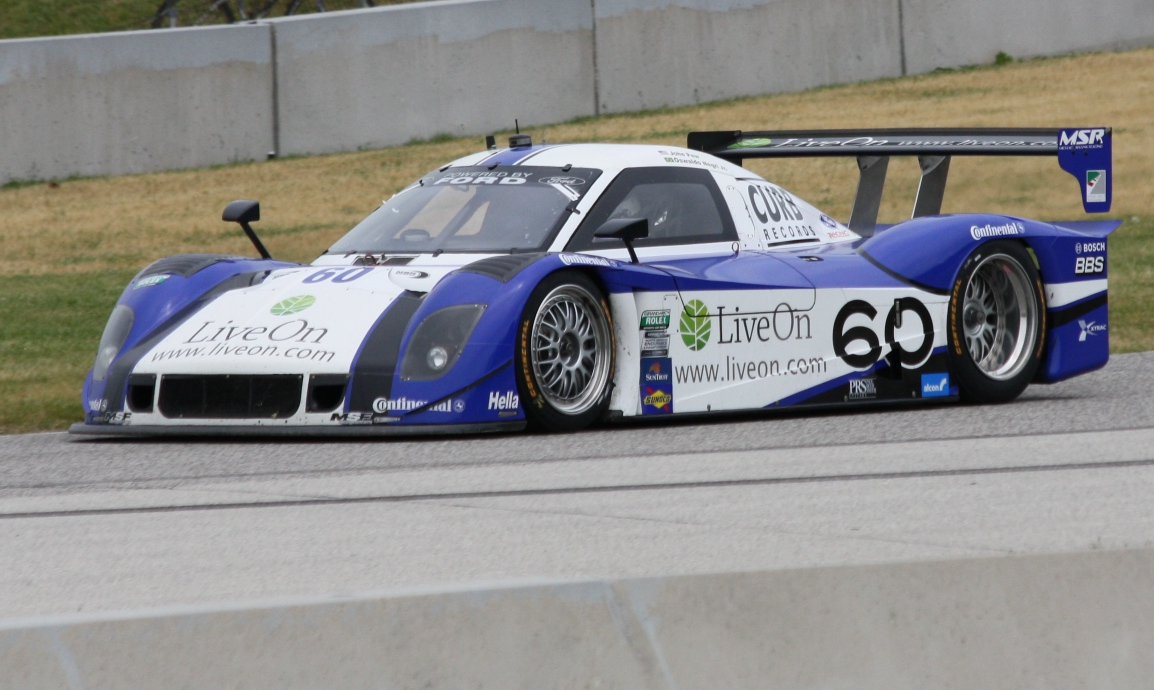
ライリー MkXXVI・フォード

## エンジン

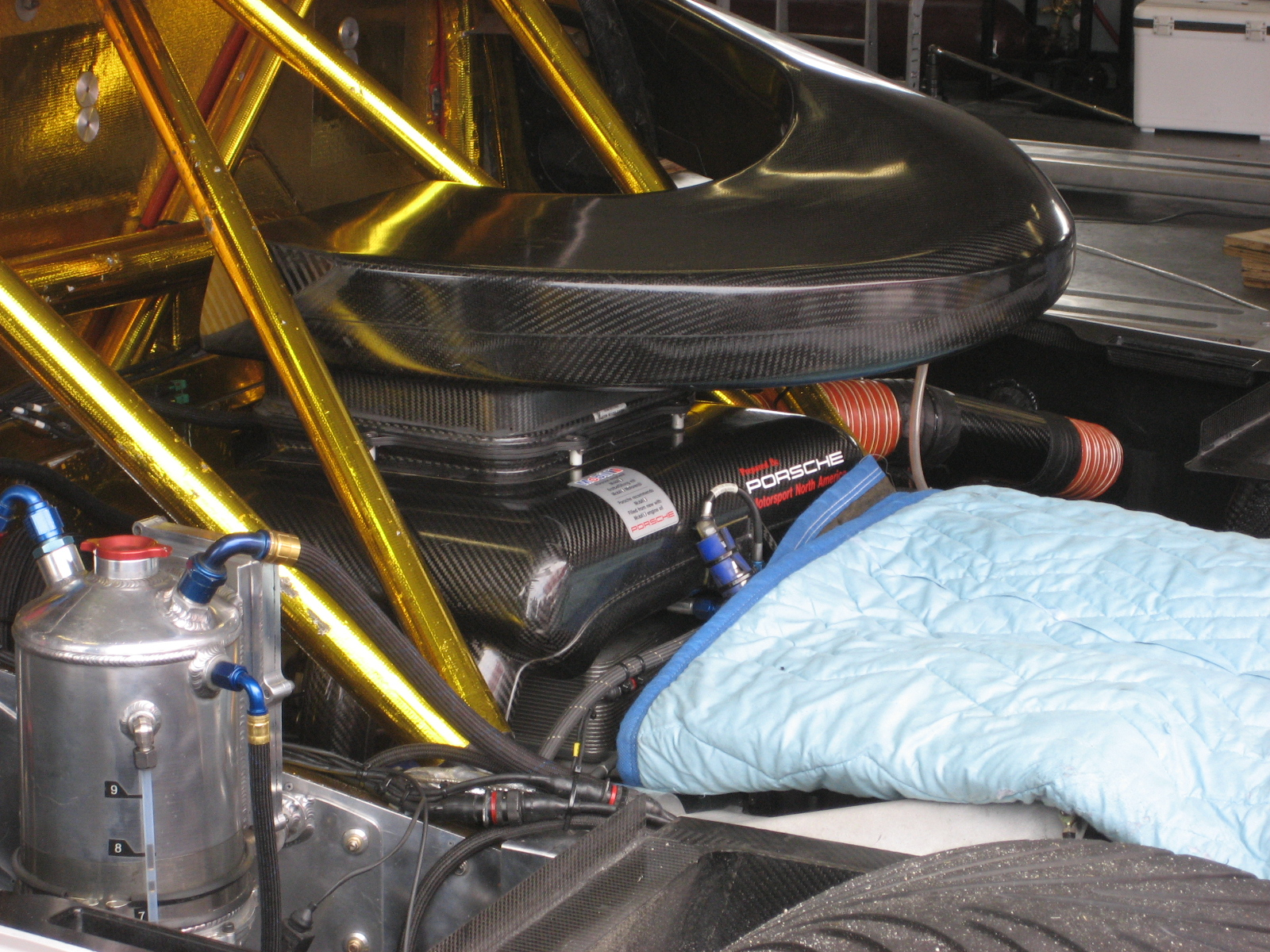
デイトナプロトタイプに搭載された、ポルシェエンジン

シャーシと同様に、使用されるエンジンも標準化され規制されている。シャーシとは異なり、エンジンは主要な量産車メーカーのもので、量産車で使用されるエンジンブロックを使用する必要がある。ただしこれらのエンジンは、標準化する為に排気量の変更ができる。2007年には、エンジンの性能をより適切に規制するために、すべてのエンジンに標準化されたECUを使用する必要があった。
以下のエンジンがGARRAによって承認された。
- BMW 5.0L V8
- BMW 4.5L V8
- フォード5.0L V8
- フォード3.5L ツインターボ V6
- インフィニティ4.35L V8
- レクサス5.0 L V8 (トヨタとしてブランド化も可能)
- ポルシェ3.99 L フラット 6
- ポルシェ5.0 L V8 (2007 年末に承認)
- ポンティアック5.0 L V8 (シボレーまたはキャデラックとしてブランド化も可能)
- ホンダ3.9L V6
- ホンダ3.5L V6

また各エンジンには、ストックパーツ以外に変更できるものに関する特定の制限、吸気および排気の寸法、エンジン回転数（RPM）、およびさまざまな技術的な詳細な制限がある。

2007年シーズン中に、2番目のポルシェエンジンがグランダムに承認された。5.0L V8気筒は、ポルシェ・カイエンに使用されている V8エンジンをベースにしている。

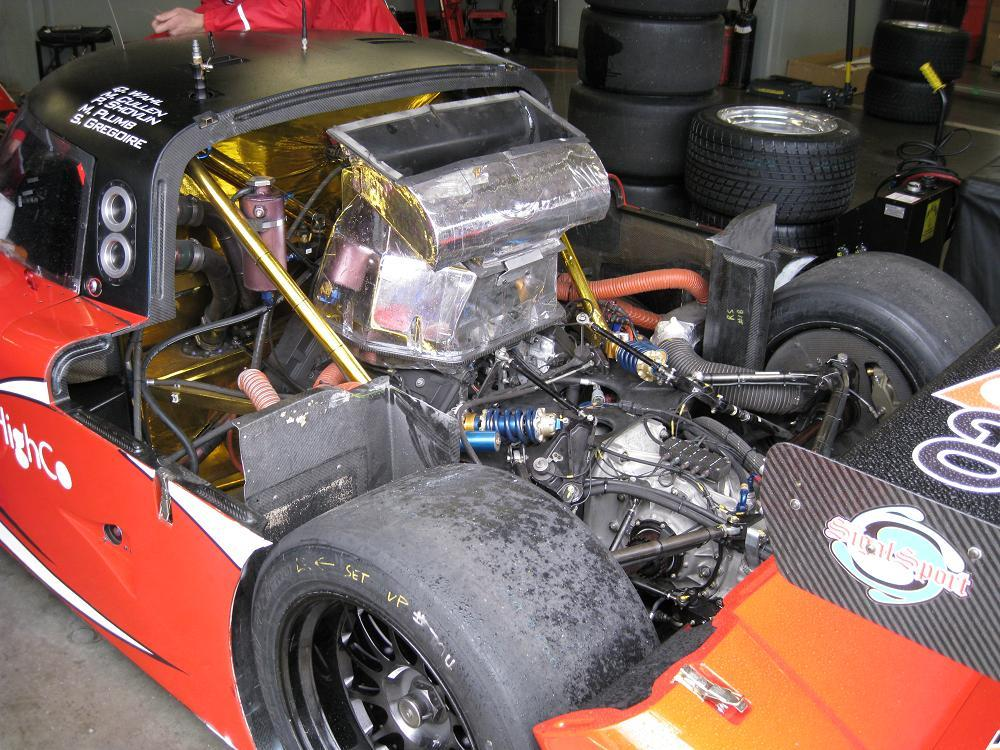
BMW・ディナンV8エンジン
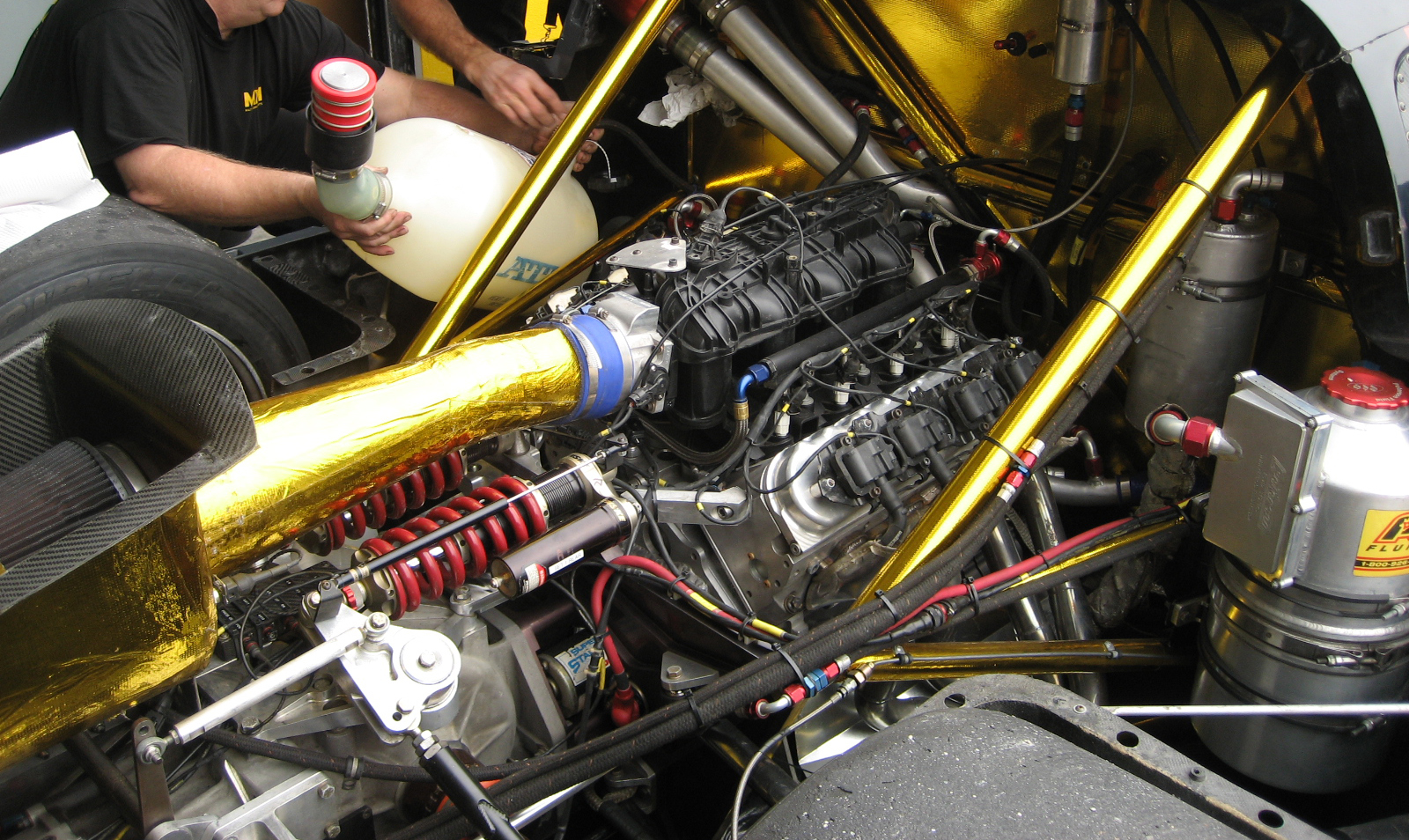
ポンティアック V8エンジン
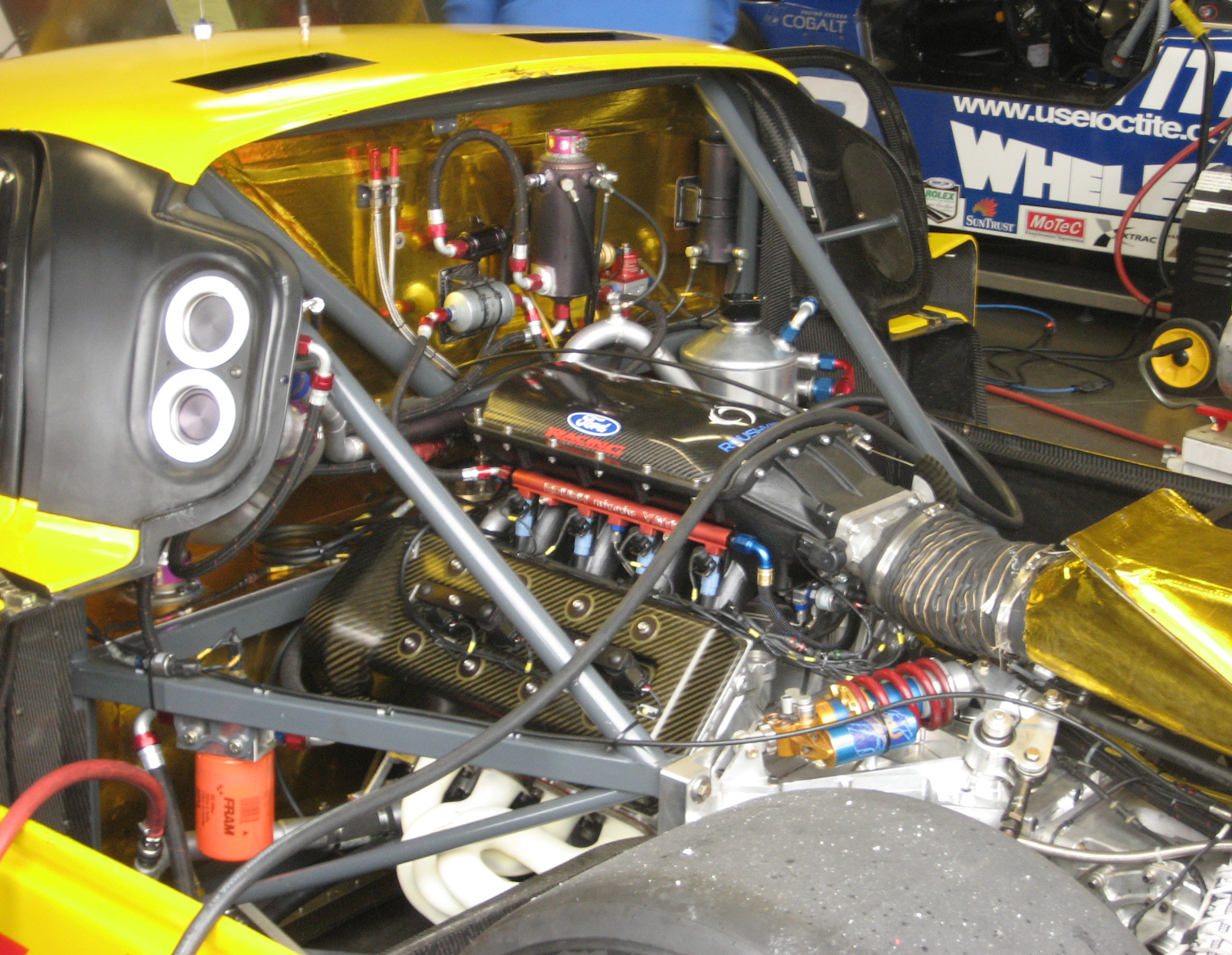
フォード V8エンジン

## 仕様
(2014年IMSA チュードル・ユナイテッド・スポーツカー選手権、プロトタイプDPのルール)
- エンジン排気量：最大 自然吸気 5.5L、ターボ 3.5L、ディーゼル 2.5L
- トランスミッション: 2014 年以降: 6速シーケンシャル マニュアル トランスミッション- 2013 年以前: 排気量4.5 L (275 in³) 以上 - 5速ギア (最大)、4.5 L (275 in³) 以下 - 6速ギア (最大) マニュアルまたはシーケンシャル マニュアル トランスミッションパドルシフトが可能
- 重量:排気量 4.0 L (244 in³) 以上-1,032 kg、4.0 L (244 in³) 未満-1,010 kg
- 出力: 2014年以降 550-600 hp - 2013年以前 500 hp (370 kW )
- 燃料：100オクタン無鉛ガソリン
- 燃料容量: 24 米ガロン (91 リットル)
- 燃料供給：燃料噴射
- 吸引:自然吸気またはターボチャージエンジン
- ステアリング:パワー、ラック・アンド・ピニオン

## 歴史
2003年、開幕戦デイトナ24時間レースで、デビューした6台のデイトナ・プロトタイプ（DP）は、ファブカー-トヨタ、ピッキオ-BMW、ドラン-シボレー、2台のファブカー-ポルシェ、マルチマティック-フォードが参戦した。予選では、GTSクラスのシボレー・コルベットとフォード・マスタングがトップ2を記録し、DPのトップはマルチマティック-フォードだった。しかしグランダムは、「予選タイムに関係なく、DPはグリッドの最初の3列」が確保され、デイトナ・プロトタイプがフィールドの先頭からスタートできるようにした。レースでは2台のDPマシンがなんとかフィニッシュし、下位クラスのGTクラスの車に大きく遅れをとった。しかし徐々にトラブルが解決されると、シーズンが進むにつれて車は総合優勝を収め始めた。
2004年、SRPⅡクラスが廃止され、DPの参戦が増え、開幕戦のデイトナ24時間では17台が登場し、総合優勝を飾った。
2006年までに、低コストの設計のおかげで、一部のレースではDPの参戦数が30台を超え、接戦のレースが可能になった。
GARRAは当面の間、デイトナ・プロトタイプを使い続けることを計画し、2008年には新しいシャシーデザインがシリーズに採用された。
2012年、グランダムは次世代のデイトナ・プロトタイプを発表した。これにはシボレーがDPクラスへの参戦を示し、新型コルベット・デイトナ ・プロトタイプを発表。またすでにシリーズに参加している他メーカーから複数のシャーシデザインの変更がされた。
2014年、ロレックス・スポーツカー・シリーズがアメリカン・ル・マン・シリーズ（ALMS）と統合され、ユナイテッド・スポーツカー選手権となり、デイトナ・プロトタイプは、ALMSのLMP2マシンとともに最高峰のプロトタイプ（P）クラスとして設定された。
2006年-2012年にかけて、DPマシンで参戦することが日本のスーパーGT、GT300クラスで認められた。ライリー・MKXIをベースにした、ムーンクラフト・紫電は2006年、ドライバーズランキングでRE雨宮のRX-7に惜敗し2位で終えた（ポイントと優勝回数は同点、2位の回数で敗れた）。2007年はaprのMR-S にドライバーズタイトルを奪われたが、チームタイトルを獲得して記録に名を刻んだ。

### デイトナ・プロトタイプ・インターナショナル

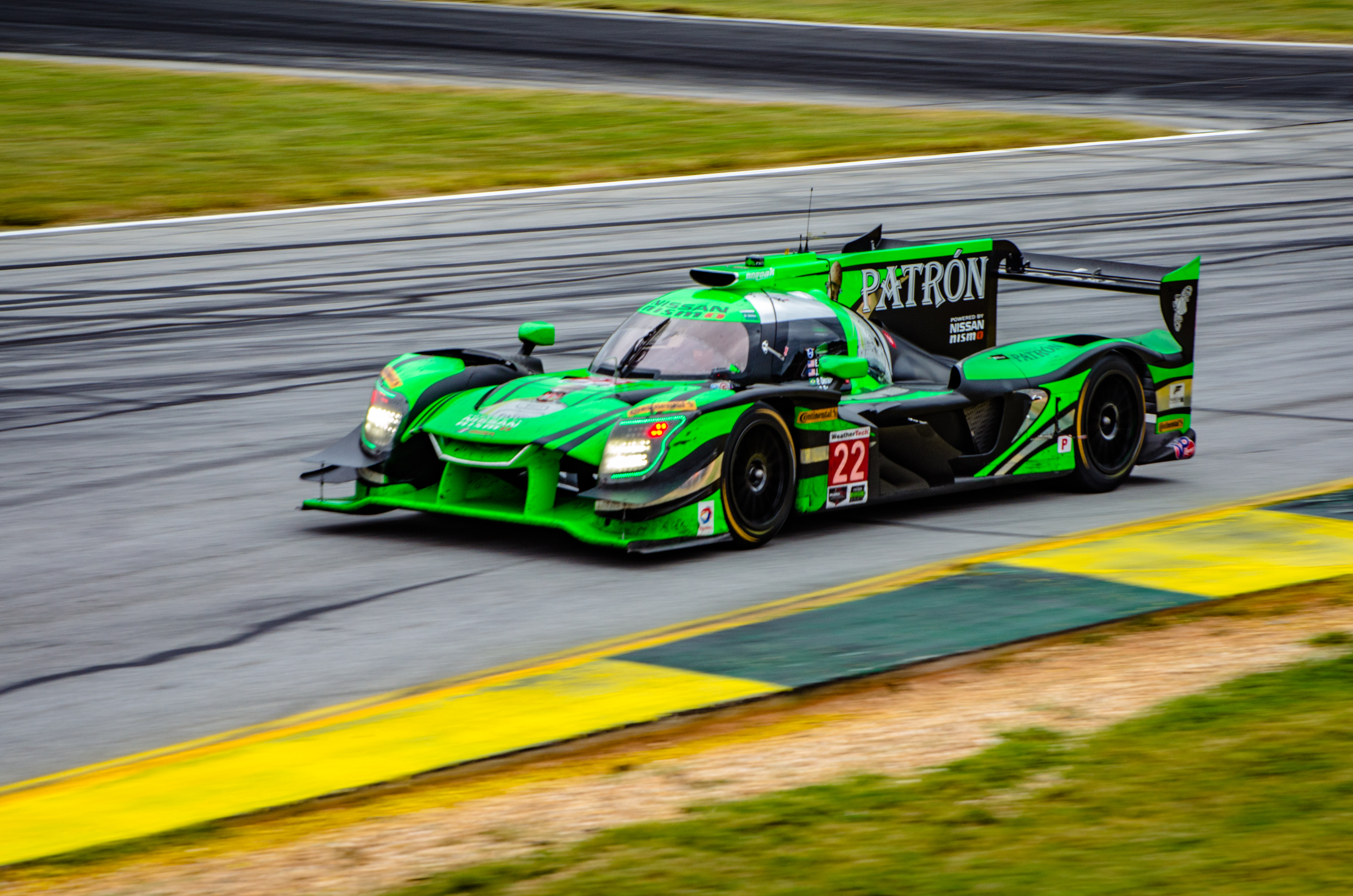
2017年プチ・ル・マン、日産・DPi

2017年、オリジナルのパイプフレームで作られたデイトナ・プロトタイプに代わり、新世代のDPである、デイトナ・プロトタイプ・インターナショナル (DPi) が登場した。新たなプロトタイプは、ダラーラ、リジェ、オレカ、ライリー&マルチマティックの4社によって作られた、フランス西部自動車クラブ（ACO）公認のLMP2シャーシをベースに、各メーカー固有のボディワークと公認エンジンを備えている。メーカーはプライベーターチームと提携するよう求められており、各車はブランドアイデンティティに対応するボディワークを備えている。これらのルールはコストを抑え、メーカーをシリーズに引き付けるために作られた。

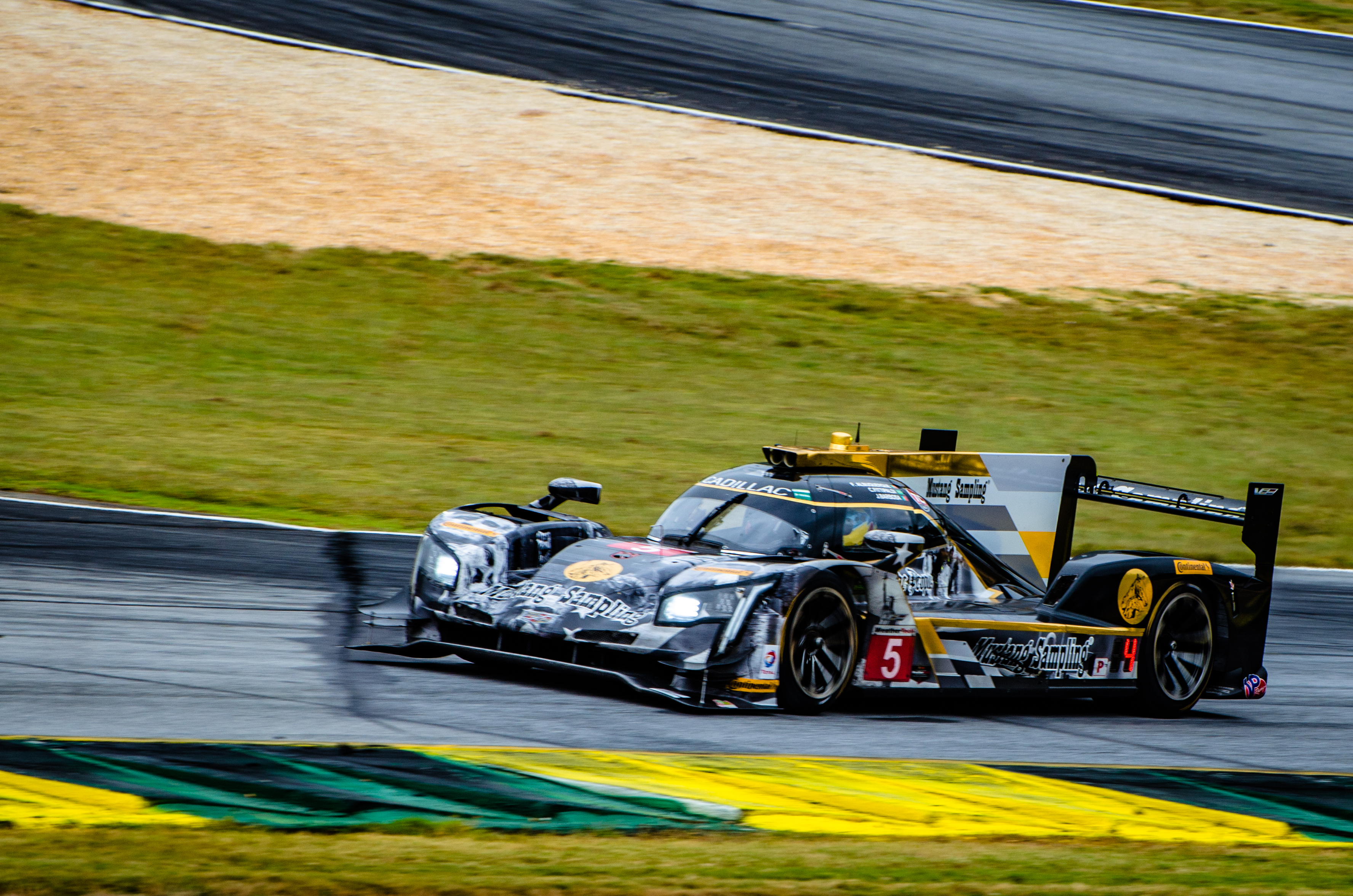
2017年プチ・ル・マン、マスタング・サンプリング・レーシング
キャデラック・DPi-V.R

これらのマシンは、同じ4メーカーのシャーシとワンメイクのギブソン製V8エンジンを搭載した、ACO仕様のLMP2カーと共に、プロトタイプクラスで競う。当初DPiマシンがLMP2クラスで、ル・マン24時間レースの参戦資格を得ることを望んでいたが、ACOとIMSA間の意見の相違により、実現しなかった。
新型車は次の通り
- キャデラック・DPi-V.R(ダラーラ・P217シャーシベース)
- 日産・DPi（英語版）(リジェ・JS P217シャーシベース)
- マツダ・RT24-P(ライリー・マルチマティック・MkXXX シャーシベース）
- アキュラ・ARX-05 (オレカ・07シャーシベース)、2018 年から参戦 [3]